# Maresi (Film)
Maresi ist ein österreichischer Spielfilm aus dem Jahre 1948 von Hans Thimig mit Attila Hörbiger und Maria Schell in ihrer ersten Nachkriegs- und Erwachsenenfilmrolle. Literarische Vorlage war die 1935 erschienene gleichnamige Erzählung von Alexander Lernet-Holenia. In Deutschland lief der Film unter dem Titel Der Angeklagte hat das Wort.

## Handlung
Der einst wohlhabende österreichische Rittergutsbesitzer Franz von Hübner ist finanziell am Ende. In einem Akt der Verzweiflung erschießt er eines Tages, ohne ersichtlichen Grund, auf offener Straße das Zugpferd eines Lastzuges. dafür muss er sich nur vor Gericht verantworten und erklärt sein Verhalten mit den persönlichen Geschehnissen der vergangenen zwanzig Jahre. Einst gehörte das getöteten Pferd ihm und er war mit seiner Zuchtstute Maresi aufs engste verbunden. Nach dem Untergang der k.u.k.-Monarchie war er ein angesehener und wohlhabender Mann, doch mit dem Zusammenbruch 1918 ging es auch mit Hübner steil bergab. Hoch verschuldet geriet er in die Hände gewissenloser Leute. Der Hof war verloren und dem nunmehr verarmten Hübner war die geplante Ehe mit der Komtesse Blanka von Steinville versagt. Ebenso wurde er sich aus finanziellen Gründen von seiner Stute Maresi trennen und verkaufte sie an einen Fuhrunternehmer. Als er dann aber in diesem jämmerlichen Umfeld wiedersah, konnte er es einfach nicht ertragen, wie das Tier von seinem neuen Besitzer behandelt wurde. In einem Akt der Gnade erschoss er deshalb das Pferd.
Das Gericht akzeptiert Hübners Beweggründe und spricht ihn letztendlich frei. Zum Happy End finden sich auch Franz von Hübner und seine junge Gräfin Blanka wieder, denn für sie zählt die Liebe zu ihrem Franz mehr als aller Standesdünkel und alles Dorfgerede.

## Produktionsnotizen
Maresi entstand zwischen dem 30. Januar und dem 5. Juni 1948 in Salzburg und Wien und wurde am 5. November desselben Jahres in Wien uraufgeführt. In Deutschland lief der Film als Der Angeklagte hat das Wort am 2. Juni 1950 in Kassel an.
Produzent und Komponist Anton Profes übernahm auch die Produktionsleitung. Julius von Borsody entwarf die Filmbauten. Franz Muxeneder, seit 1950 einer der meistbeschäftigten Edelchargen im österreichischen und deutschen Film, gab hier sein Leinwanddebüt.

## Kritik
Hans Thimig meinte in der Wochenzeitschrift Falter: „Ein in die Jahre gekommener Adliger erschießt sein zum Droschkengaul gesunkenes Lieblingspferd Maresi, um ihm ein würdeloses Altern zu ersparen – wenigstens ihm ... Ein Melodram der Zeitschichtungen, -überlappungen und Ungleichzeitigkeiten“.
Das Filmarchiv Austria schrieb: „Ein Melodram der Zeitschichtungen, -überlappungen und Ungleichzeitigkeiten, zu denen auch eine unerfüllte Liebesgeschichte gehört, in der man Maria Schell zu Beginn ihrer Karriere bewundern darf. Alexander Lernet-Holenia war als Autor, wie wohl auch als Intellektueller von moralischer Integrität in jener Zeit bedeutend genug, um seine Mitarbeit an dem Werk in einem WELT-IM-FILM-Bericht von den Dreharbeiten zu erwähnen.“